# فتوایمپکت
فتوایمپکت (به انگلیسی: PhotoImpact) یک نرم‌افزار گرافیکی ویرایش عکس محصول شرکت یولید سیستمز است. این برنامه همچنین شامل ابزارهای مختلف برای ویرایش صفحات html می‌باشد. آخرین نسخه این نرم‌افزار X3 یا ورژن ۱۳ آن است.
در دسامبر ۲۰۰۶ شرکت کورل صاحب شرکت یولید سیستمز شد. تا سپتامبر ۲۰۰۹ پشتیبانی و گسترش فتوایمپکت ادامه پیدا کرد اما بعد از آن شرکت کورل از ادامه گسترش فتوایمپکت و چند نرم‌افزار دیگر یولید سیستمز خودداری کرد و گسترش آنها را متوقف نمود. در عوض، کورل توجه خود را بر روی گسترش نرم‌افزار پینت شاپ پرو، نرم‌افزار ویرایش عکس دیگر خود متمرکز کرد. فتوایمپکت هنوز توسط کورل به فروش می‌رسد.

## نسخه‌های ارائه شده
| نسخه                | تاریخ ارائه |
| ------------------- | ----------- |
| فتوایمپکت ۳         | ۱۹۹۶        |
| فتوایمپکت ۴         | ۱۹۹۷        |
| فتوایمپکت ۵         | ۱۹۹۹        |
| فتوایمپکت ۶         | ۲۰۰۰        |
| فتوایمپکت ۷         | ۲۰۰۱        |
| فتوایمپکت ۸         | ۲۰۰۲        |
| فتوایمپکت XL یا ۸٫۵ | ۲۰۰۳        |
| فتوایمپکت ۱۰        | ۲۰۰۴        |
| فتوایمپکت ۱۱        | ۲۰۰۵        |
| فتوایمپکت ۱۲        | ۲۰۰۶        |
| فتوایمپکت X3 یا ۱۳  | ۲۰۰۸        |